# 小野のシダレグリ自生地

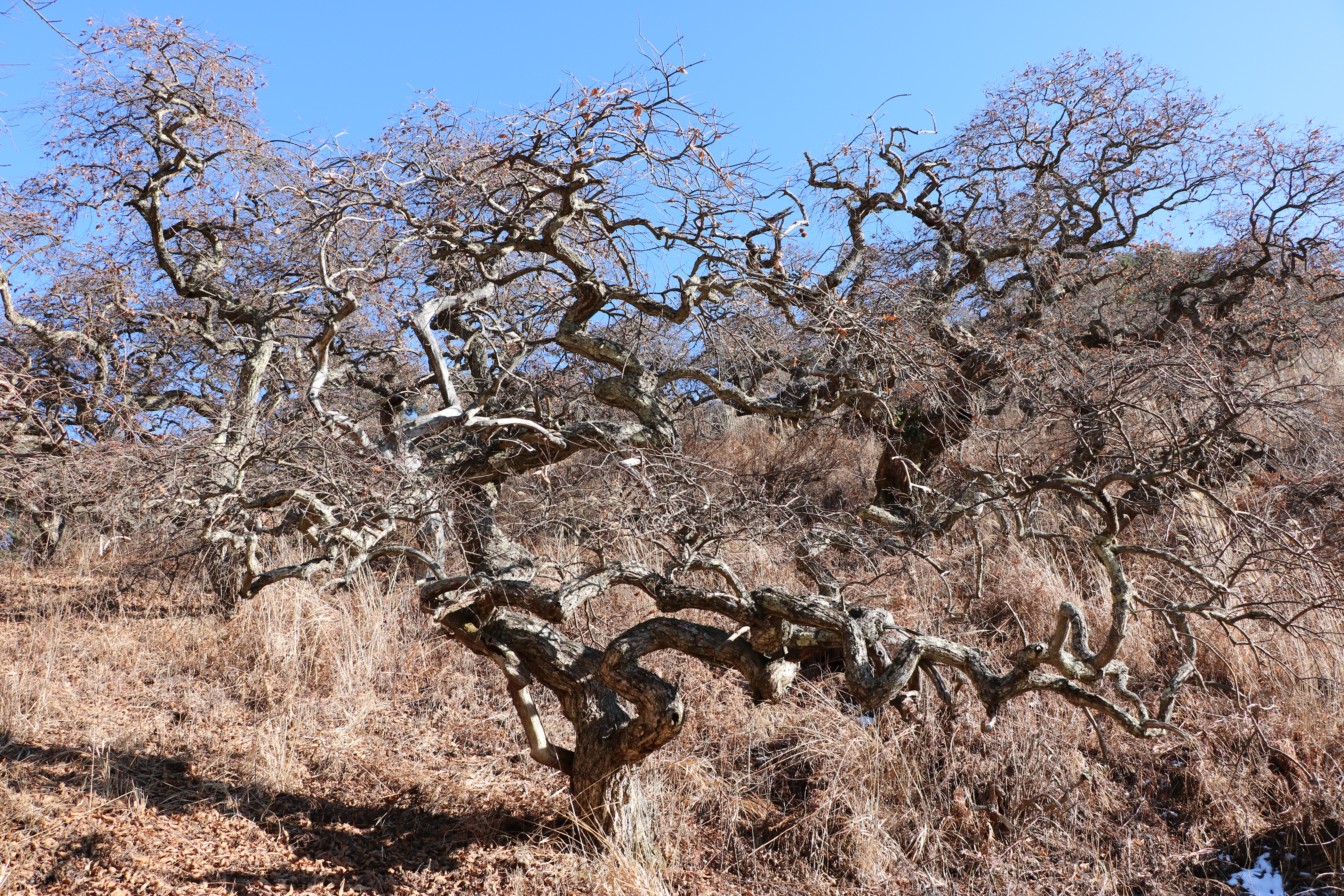
小野のシダレグリ自生地。冬季は落葉により、曲がった枝や幹の様子がよく分かる。
2017年1月2日撮影。

小野のシダレグリ自生地（おののシダレグリじせいち）は、長野県上伊那郡辰野町の小野地区に群生している奇形変種クリの自生地である。枝垂れた大小さまざまなクリの木が800本ほどの純林を形成しており、1920年（大正9年）7月17日に国の天然記念物に指定された。江戸期より存在は知られていたが、往時の人々は曲がりくねった奇怪な樹形を天狗の仕業によるものと考え、このクリの木々を天狗のクリ、付近一帯を天狗の森などと呼び、近隣の村人は恐れて近付こうとしなかったという。
明らかなシダレグリの自生地は長野県内を含め日本国内に5か所ほどで、その中でも小野のシダレグリ自生地は約800本が自生する最大規模のものである。

## 解説

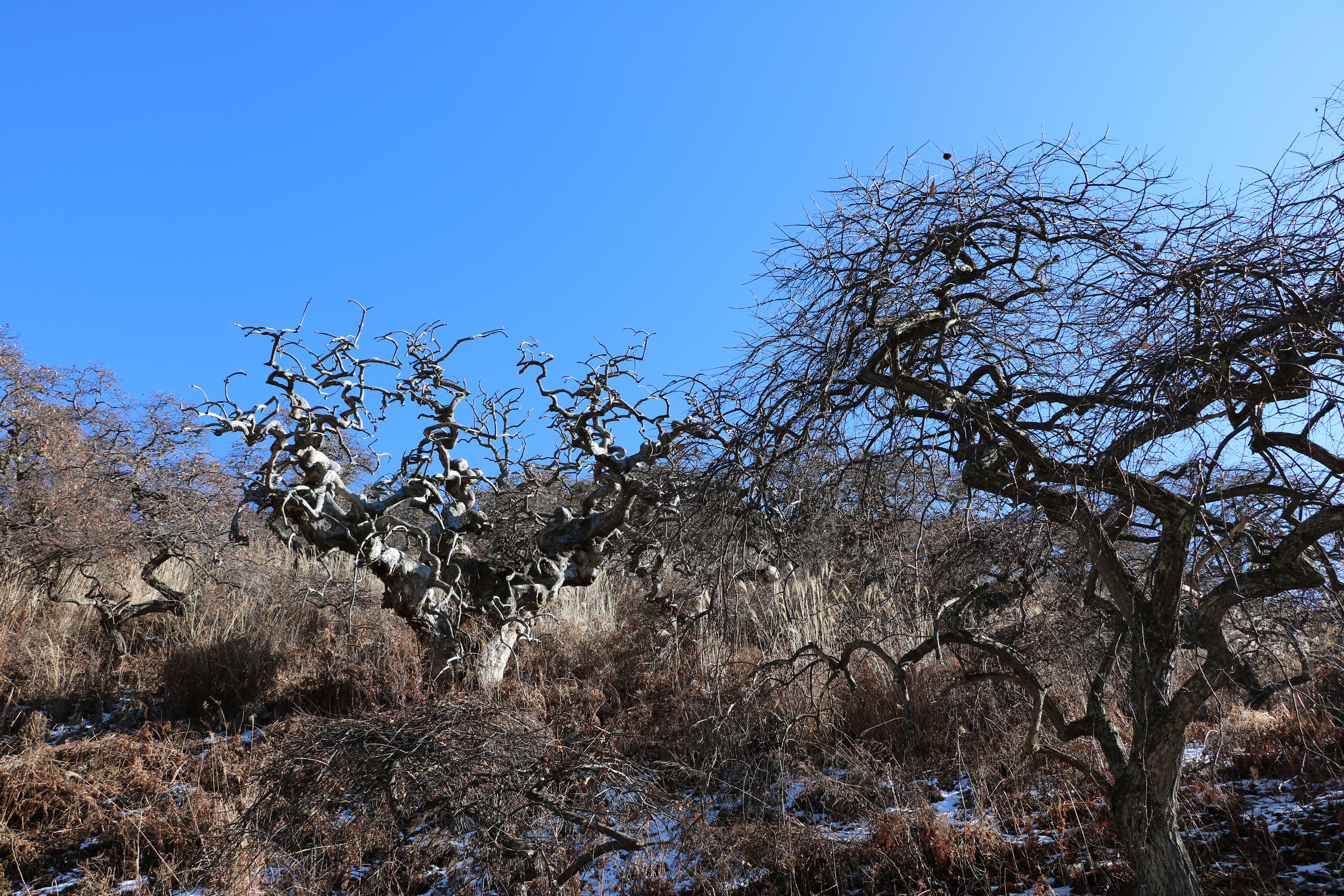
小野のシダレグリ自生地。2017年1月2日撮影。

小野のシダレグリ自生地は長野県のほぼ中央にあたる辰野町と岡谷市にまたがる小野峠西側の楡沢（にれさわ）と呼ばれる沢の最上流部にあり、JR中央本線（辰野支線）小野駅から東へ約3キロメートルほどの位置に所在する。天然記念物に指定された自生地の面積は約3.4ヘクタール、標高は950メートルから1,200メートルの範囲におよぶ。
自生地のある楡沢の谷は、三州街道小野宿と諏訪地域を結ぶ道筋にあたり、人々の往来が常にあったことから、シダレグリの自生地は古くから人々に知られていたと考えられている。また、宝暦3年（1753年）に瀬下敬忠によって編纂された地誌『千曲之真砂』では「伊那郡南小野村天狗森枝垂栗之事」と題した、このシダレグリに関する記述があるなど、江戸中期には特異な樹形を持つクリとして知られていたという。
ニホングリ（学名: Castanea crenata Sieb.et Zucc）は、ブナ科クリ属の木の一種で、いくつかの変種があり、そのひとつがシダレグリ（学名: Castanea crenata var.pendula Makino）であるが、単体（単独樹）で生育しているケースが多く、小野のシダレグリ自生地のような植物群落を形成するケースは少ない。
1920年（大正9年）7月17日に国の天然記念物に指定された当初の指定名称は「小野村枝垂栗自生地」であったが、1957年（昭和32年）7月31日に現在の名称「小野のシダレグリ自生地」に変更されている。なお、同じ1920年7月17日に長野県小県郡西内村（現：上田市）西内の「西内村枝垂栗自生地」が、翌1921年（大正10年）3月3日に岐阜県益田郡竹原村（現：下呂市）宮地の「竹原村枝垂栗自生地」が、それぞれ国の天然記念物に指定された（1957年7月31日にそれぞれ「西内のシダレグリ自生地」「竹原のシダレグリ自生地」に名称変更）。以上により、国の天然記念物に指定されたシダレグリ自生地は3件になったが、このうち西内のシダレグリ自生地は枝垂れと思われる小さな木が点在するに過ぎず、一時期には幻の指定地になってしまったと言われていたが、2007年（平成19年）に指定地付近の山中から新たにシダレグリの幼木3本が発見され、地元有志らにより後継樹の育成が行われている。
日本国内に現存するシダレグリの自生地は福島県いわき市三和町上三坂、長野県塩尻市北小野（相吉）、長野県辰野町小野、岐阜県下呂市宮地の4か所が知られているが、このうち国の天然記念物は後者の2件で、前者2件は県および市の天然記念物として保護されている。
小野のシダレグリ自生地は山の斜面全体に大小さまざまな樹齢のシダレグリが800本以上群生しており、目通り周囲1メートル以上のもので約200本、最も大きいものは周囲4メートルの巨木である。垂れ下がった枝が傘のように四方に広がり、幹や枝まで曲がりくねった特異な樹形は、突然変異によるものであると考えられており、各枝が「しだれる」ことに加え、一般的な頂芽優勢と反対の「頂芽が数年で枯れて側芽が成長する」という性質によるものという。
このような異形の木々が多数生育する一帯は昔から、天狗が住む場所であるとして恐れられたり、クリの実を取りやすいように天狗が枝を垂らしてくれた等、天狗に絡めた話が伝わっている。また、小野のシダレグリの実はヒトの小指の爪よりも小さく食用にはならないため、地元の人々は昔からこの森には近付くこともなく、長年にわたり自然の状態が維持された結果、シダレグリの純林が形成されたものと考えられている。
小野のシダレグリ自生地を含む一帯は1964年（昭和39年）6月25日に塩嶺王城県立自然公園として長野県の県立自然公園に指定され、自生地の周囲はキャンプ場等が併設されしだれ栗森林公園として辰野町により管理運営されている。

## 遺伝資源の収集

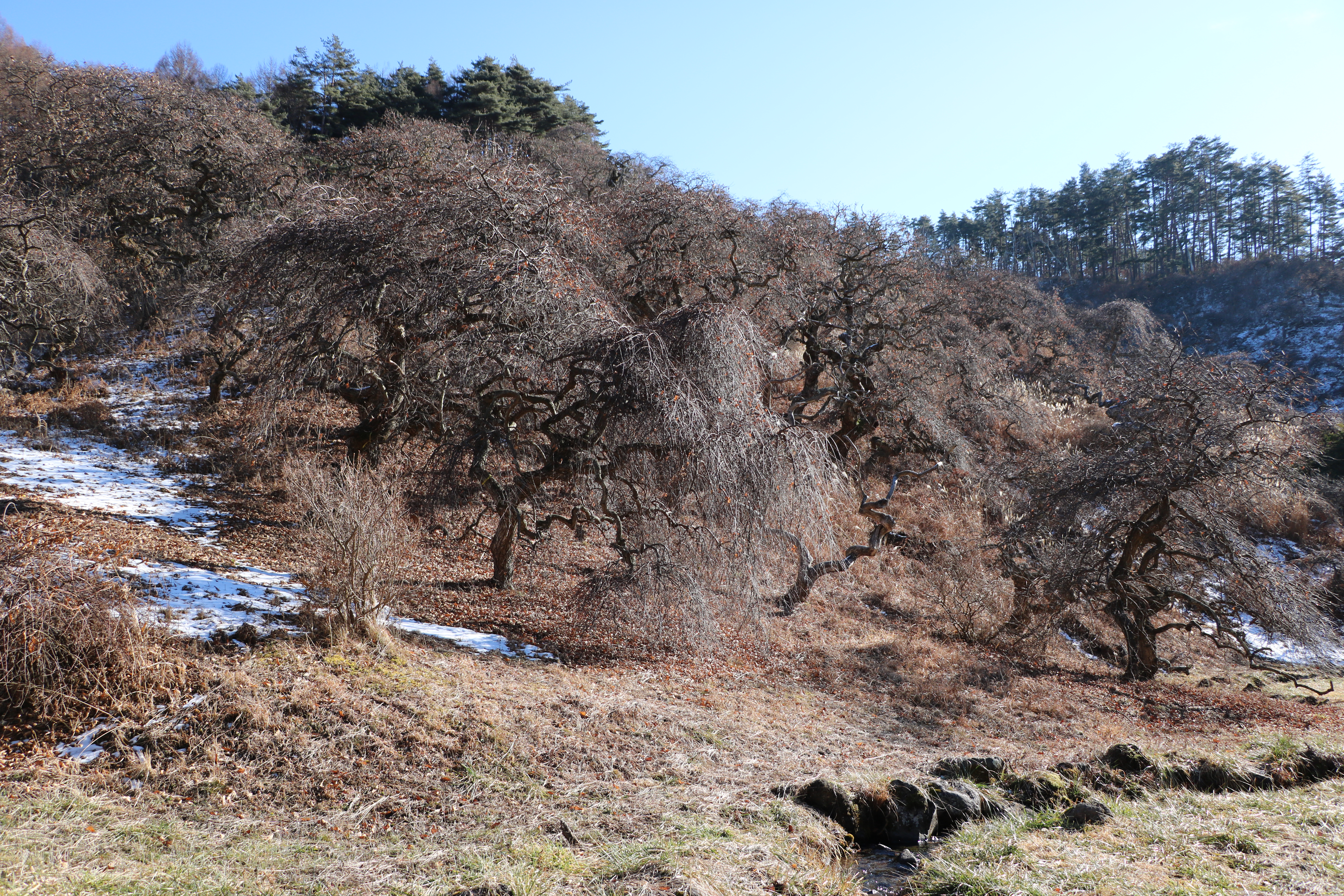
小野のシダレグリ自生地遠景。2017年1月2日撮影。

シダレグリの自生地は国や県などにより天然記念物に指定され保護されているが、いくつかの個体は樹齢が進み、中には枯死寸前のものがある。自生地各所で保護対策が行われる中、小野のシダレグリ自生地では地元の辰野町によって年1回の下草狩りが行われ、自然発生した実生の中から枝垂れる性質を持つものを残すなどの対策が行われている。
希少なクリの種の保全の観点から果樹研究所遺伝育種部により2005年（平成17年）、小野のシダレグリ自生地をメインに長野県内2町村においてシダレグリ21個体の遺伝資源収集および調査が行われ、傘状に枝垂れるもの、柳状に枝垂れるもの、それらの中間的な枝垂れ方をするもの等、様々なタイプのシダレグリが確認された。また、天然記念物指定区域外の隣接エリアにも自生地が分布することも確認された。
収集の対象となったシダレグリは、採取場所の経緯度、樹高、幹囲が測定され、穂木が採集された。採集されたものはすべて果樹試験場（茨城県つくば市）で接ぎ木苗が作られ、試験場内の圃場に保存され、その特性を解明する研究が行われている。

## 交通アクセス
所在地
- 長野県上伊那郡辰野町小野5983-1

交通
- JR中央本線（辰野支線）小野駅下車。タクシーで5分[10]。
- 中央自動車道、伊北インターチェンジより車で約20分[10]。
- 長野自動車道、塩尻インターチェンジより車で約20分[10]。